# بوبي فاريل
بوبي فاريل (بالهولندية: Bobby Farrell )‏ (و. 1949 – 2010 م) هو مغني، وموسيقي، ودي جي هولندي، ولد في أورنجستاد، توفي في سانت بطرسبرغ، عن عمر يناهز 61 عاماً، بسبب نوبة قلبية.